# Kajakarstwo na Letnich Igrzyskach Olimpijskich 1960 – K-1 500 m kobiet
Zawody w kajakarstwie klasycznym (K1) na dystansie 500 m kobiet na Letnich Igrzyskach Olimpijskich 1960 zostały rozegrane 26 – 27 sierpnia (eliminacje, repasaże i półfinały) i 29 sierpnia finał. W zawodach wzięło udział 13 zawodniczek z 13 państw .

## Rezultaty
| Legenda | Legenda            | Legenda | Legenda  | Legenda | Legenda         | Legenda | Legenda                      | Legenda | Legenda         |
| ------- | ------------------ | ------- | -------- | ------- | --------------- | ------- | ---------------------------- | ------- | --------------- |
| QS      | Awans do półfinału | R       | Repasaże | QF      | Awans do finału | DNS     | Zawodniczka nie wystartowała | DSQ     | Dyskwalifikacja |

### Eliminacje[1]
| Poz. | Zawodniczka          | Reprezentacja   | Czas    | Uwagi |
| ---- | -------------------- | --------------- | ------- | ----- |
| 1    | Daniela Walkowiak    | Polska          | 2:15.34 | QS    |
| 2    | Alberta Zanardi      | Włochy          | 2:17.14 | QS    |
| 3    | Klára Fried-Bánfalvi | Węgry           | 3:45.80 | QS    |
| 4    | Marianne Tucker      | Wielka Brytania | 2:21.06 | R     |
| 5    | Gabrièle Lutz        | Francja         | 2:22.05 | R     |
| 6    | Eila Kyröläinen      | Finlandia       | 3:49.00 | R     |
| –    | Helga Wiedermann     | Austria         | DNS     |       |

| Poz. | Zawodnicczka            | Reprezentacja     | Czas    | Uwagi |
| ---- | ----------------------- | ----------------- | ------- | ----- |
| 1    | Antonina Sieriedina     | ZSRR              | 2:08.82 | QS    |
| 2    | Therese Zenz            | Niemcy            | 2:09.73 | QS    |
| 3    | Else-Marie Lindmark     | Szwecja           | 2:13.37 | QS    |
| 4    | Annemarie Werner-Hansen | Dania             | 2:14.04 | R     |
| 5    | Eva Kutová              | Czechosłowacja    | 2:16.35 | R     |
| 6    | Heidi Sager             | Australia         | 2:19.75 | R     |
| 7    | Glorianne Perrier       | Stany Zjednoczone | 2:23.00 | R     |
| –    | Elena Dumitrascu        | Rumunia           | DNS     |       |

### Repasaże[2]
| Poz. | Zawodniczka       | Reprezentacja     | Czas    | Uwagi |
| ---- | ----------------- | ----------------- | ------- | ----- |
| 1    | Eva Kutová        | Czechosłowacja    | 2:17.87 | QS    |
| 2    | Eila Kyröläinen   | Finlandia         | 2:18.54 | QS    |
| 3    | Marianne Tucker   | Wielka Brytania   | 2:21.04 | QS    |
| 4    | Glorianne Perrier | Stany Zjednoczone | 2:21.20 |       |

| Poz. | Zawodniczka             | Reprezentacja | Czas    | Uwagi |
| ---- | ----------------------- | ------------- | ------- | ----- |
| 1    | Annemarie Werner-Hansen | Dania         | 2:13.76 | QS    |
| 2    | Heidi Sager             | Australia     | 2:15.27 | QS    |
| 3    | Gabrièle Lutz           | Francja       | 2:19.28 | QS    |

### Półfinały[3]
| Poz. | Zawodniczka             | Reprezentacja   | Czas    | Uwagi |
| ---- | ----------------------- | --------------- | ------- | ----- |
| 1    | Daniela Walkowiak       | Polska          | 2:11.07 | QF    |
| 2    | Else-Marie Lindmark     | Szwecja         | 2:13.19 | QF    |
| 3    | Annemarie Werner-Hansen | Dania           | 2:17.87 | QF    |
| 4    | Marianne Tucker         | Wielka Brytania | 2:18.96 |       |

| Poz. | Zawodniczka          | Reprezentacja | Czas    | Uwagi |
| ---- | -------------------- | ------------- | ------- | ----- |
| 1    | Antonina Sieriedina  | ZSRR          | 2:07.20 | QF    |
| 2    | Klára Fried-Bánfalvi | Węgry         | 2:15.51 | QF    |
| 3    | Eila Kyröläinen      | Finlandia     | 2:17.28 | QF    |
| 4    | Heidi Sager          | Australia     | 2:18.42 |       |

Wyścig 3
| Poz. | Zawodniczka     | Reprezentacja  | Czas    | Uwagi |
| ---- | --------------- | -------------- | ------- | ----- |
| 1    | Therese Zenz    | Niemcy         | 2:08.51 | QF    |
| 2    | Alberta Zanardi | Włochy         | 2:15.58 | QF    |
| 3    | Eva Kutová      | Czechosłowacja | 2:16.90 | QF    |
| 4    | Gabrièle Lutz   | Francja        | 2:22.51 |       |

### Finał[4]
| Poz. | Zawodniczka             | Reprezentacja  | Czas    |
| ---- | ----------------------- | -------------- | ------- |
|      | Antonina Sieriedina     | ZSRR           | 2:08.08 |
|      | Therese Zenz            | Niemcy         | 2:08.22 |
|      | Daniela Walkowiak       | Polska         | 2:10.46 |
| 4    | Annemarie Werner-Hansen | Dania          | 2:13.88 |
| 5    | Klára Fried-Bánfalvi    | Węgry          | 2:14.02 |
| 6    | Else-Marie Lindmark     | Szwecja        | 2:14.17 |
| 7    | Alberta Zanardi         | Włochy         | 2:14.31 |
| 8    | Eva Kutová              | Czechosłowacja | 2:15.30 |
| 9    | Eila Kyröläinen         | Finlandia      | 2:17.28 |